# Villa Oscar Freiherr von Kohorn zu Kornegg

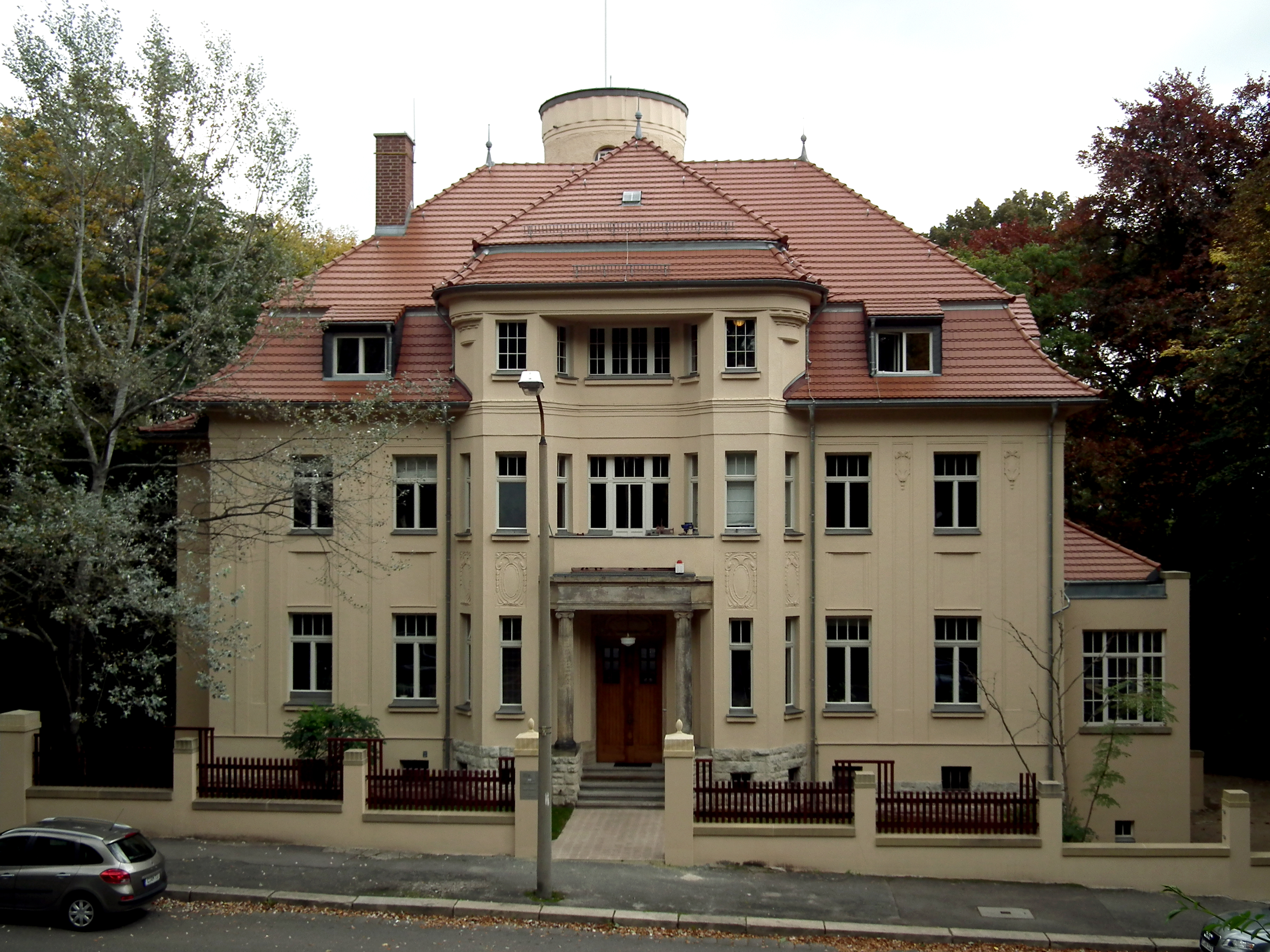
Villa Freiherr von Kohorn zu Kornegg

Die Villa Oscar Freiherr von Kohorn zu Kornegg ist ein 1907 erbautes großbürgerliches Wohnhaus an der Parkstraße 35 in Chemnitz, das seit den 1930er Jahren in mehrere Wohnungen unterteilt ist. Das von den Architekten Wenzel Bürger (1869–1946) und Karl Johann Benirschke (1875–1941) erbaute Haus gehört stilistisch der so genannten Reformarchitektur an und steht unter Denkmalschutz.
Das Haus wurde ursprünglich für den Fabrikanten Friedrich August Hempel, Mitinhaber und persönlich haftender Gesellschafter der Firma Gebrüder Lohse (Färberei- und Merzerisieranstalt), und seine Familie erbaut. Hempel, der später außerdem als Vertrauensmann für die Sächsische Textil-Berufsgenossenschaft in Leipzig fungierte, hatte Ende 1908 bewusst dieses Grundstück am Rande des Stadtparks gekauft, in dessen Nachbarschaft bereits verschiedene wohlhabende und einflussreiche Chemnitzer Fabrikanten ihre Villen gebaut hatten – bekanntestes Beispiel ist die Villa Esche.
Im September 1916 wurde zunächst Klara Berta Hempel neue Eigentümerin des Hauses. Doch schon im April 1917 erwarb der angesehene jüdische Großindustrielle Oscar von Kohorn die freistehende Villa mit Seitengebäude (Pferdestall, Remise, Wohnung) und den angrenzenden Park. Laut Vertrag, der in der Kanzlei des angesehenen Notars Julius Böhmer aufgesetzt worden war, wurde eine Kaufsumme in Höhe von 245.000 Mark vereinbart. Kohorn ließ das Haus im Stil des Art déco ausbauen und bewohnte es mit seiner aus Wien stammenden Ehefrau Valerie und seinen Söhnen Heinz-Horst und Rolf Stephan.
Der wohlhabende Teppichfabrikant Kohorn, der zu den Stiftern für den Umbau des Städtischen Theaters in Chemnitz im Jahre 1924 gehörte, hatte enge persönliche Beziehungen zu dessen Generalintendanten Anton Richard Tauber. Gute Kontakte pflegte er auch zu den Komponisten Richard Strauss und Franz Lehár sowie zu dem Tenor Leo Slezak. So war es nicht verwunderlich, dass die genannten Personen während ihrer Aufenthalte in Chemnitz wiederholt Gäste in der Villa waren. Überliefert ist, dass für Richard Strauss und seine Ehefrau ein eigenes Schlafzimmer eingerichtet worden war. Die „Hymne auf das Haus Kohorn“, die Strauss 1925 zu Ehren der Eheleute in Stuttgart komponiert hatte, ist Zeugnis der gegenseitigen Wertschätzung.
Während der Weltwirtschaftskrise wurde im August 1931 das Konkursverfahren über das Vermögen Kohorns eröffnet, das aber zwei Monate später eingestellt werden konnte. Dennoch wurde im März 1933 die Zwangsversteigerung der Villa gerichtlich angeordnet. Als Zwangsverwalter wurde die Sächsische Staatsbank in Dresden eingesetzt. Unter der Bauleitung des Chemnitzer Architekten Erich Basarke wurden in dieser Zeit fünf Wohnungen in die Villa eingebaut.
Die Zwangsverwaltung der Villa fand im Herbst 1939 mit deren Verkauf an die Sächsische Staatsbank ihr förmliches Ende. Im April 1941 wurde der Zahnarzt Dr. Oskar Heinz Schiefer (1908–1978), der sich 1934 mit eigener Praxis in Chemnitz niedergelassen hatte, ihr neuer Eigentümer. Nach Kriegsende war Dr. Schiefer wegen der geringen Mieteinnahmen nicht in der Lage, die Baumängel am Gebäude beheben zu lassen. Eine neue Eindeckung des Daches mit Ziegeln oder Sanierungsarbeiten an Balkon und Veranda blieben im Planungsstadium.
Im Jahre 1975 kaufte der Rat der Stadt Karl-Marx-Stadt die Villa und nutzte diese bis zur Reprivatisierung Ende der 1990er Jahre als ambulante medizinische und therapeutische Einrichtung. Im Zuge einer umfassenden Sanierung des Hauses wurden 1984 erhebliche bauliche Eingriffe vorgenommen. Nach Rückübertragung des Villengrundstücks an die Erben Kohorns erfolgte 2005 der Verkauf an private Investoren, die in den Folgejahren in Abstimmung mit dem Sächsischen Landesamt für Denkmalpflege eine fachgerechte Instandsetzung und einen Rückbau auf die ursprüngliche Wohnvilla vornahmen. Heute befinden sich in der Villa die repräsentativen Büroräume eines Chemnitzer Unternehmens und eine Wohnung.